# Roman Handschin
Roman Handschin (* 2. August 1982 in Münsterlingen) ist ein ehemaliger Schweizer Bobsportler.

## Karriere
Im Team von Ivo Rüegg nahm Handschin gemeinsam mit Andi Gees und Christian Aebli für die Schweiz an den Olympischen Winterspielen 2006 in Turin teil. Als Team «Schweiz II» belegten sie im Viererbob-Wettkampf den achten Platz und holten ein Olympisches Diplom. Ein Jahr darauf belegte er im Viererbob mit Ivo Rüegg in Cortina d’Ampezzo den dritten Platz bei der Europameisterschaft. Bei der Europameisterschaft 2010 in Igls sicherte er sich mit Rüegg im Viererbob die Silbermedaille.
Sein Bruder Thomas Handschin war ebenfalls Bobfahrer und nahm als Anschieber an den Olympischen Winterspielen 1998 in Nagano teil.